# غوستاف جراناث
غوستاف جراناث (بالسويدية: Gustav Granath)‏ هو لاعب كرة قدم سويدي، ولد في 15 فبراير 1997. لعب مع نادي ديجرفورس.

## وصلات خارجية
- غوستاف جراناث على موقع اتحاد السويد (السويدية)
- غوستاف جراناث على موقع قاعدة بيانات كرة القدم.إي يو (الإنجليزية)
- غوستاف جراناث على موقع Soccerway.com (الإنجليزية)